# Cyber Sunday (2006)
Cyber Sunday (2006) foi um evento pay-per-view de wrestling profissional, realizado pela World Wrestling Entertainment, ocorreu no dia 5 de novembro de 2006 no U.S. Bank Arena na cidade de Cincinnati, Ohio. Esta foi a terceira edição da cronologia do Cyber Sunday e a primeira sob este nome.

## Resultados
| #                              | Lutas | Estipulação | Tempo |
| ------------------------------ | --- | --- | ----- |
| Dark                           | Super Crazy derrotou Rob Conway. | Singles match | 03:26 |
| 1                              | Umaga (com Armando Alejandro Estrada) derrotou Kane                                                                                         | Singles match | 08:39 |
| 2                              | Cryme Tyme (Shad Gaspard e JTG) derrotaram The Highlanders (Robbie e Rory McAllister), Charlie Haas & Viscera e Lance Cade e Trevor Murdoch | Texas Tornado match | 04:28 |
| 3                              | Jeff Hardy (c) derrotou Carlito | Singles match pelo WWE Intercontinental Championship | 13:21 |
| 4                              | Rated-RKO (Edge e Randy Orton) derrotaram D-Generation X (Triple H e Shawn Michaels)                                                        | Tag Team match com Eric Bischoff como árbitro especial | 18:11 |
| 5                              | Lita derrotou Mickie James | Diva Lumberjill match pelo vago WWE Women's Championship The lumberjacks foram Candice Michelle, Torrie Wilson, Ashley Massaro, Jillian Hall, Layla El, Rebecca DiPietro, Kelly Kelly, Ariel, Michelle McCool, Melina, Victoria, Trinity e Kristal Marshall. | 08:07 |
| 6                              | Ric Flair e Roddy Piper (com Dusty Rhodes e Sgt. Slaughter) derrotaram The Spirit Squad (Kenny e Mikey) (c) (com Johnny, Nicky e Mitch)     | Tag Team match pelo World Tag Team Championship | 06:55 |
| 7                              | King Booker (com Queen Sharmell) derrotou John Cena e The Big Show                                                                          | Triple Threat match pelo World Heavyweight Championship | 21:05 |
| (c) - Campeão(s) antes da luta | | |       |

Resultado das votações
| Opções                                                                                | Resultados                                                                                     |
| ------------------------------------------------------------------------------------- | ---------------------------------------------------------------------------------------------- |
| Oponente de Umaga                                                                     | - Kane (49%) - The Sandman (28%) - Chris Benoit (23%)                                          |
| Estipulação para Cryme Tyme vs. The Highlanders vs. Haas e Viscera vs. Cade e Murdoch | - Texas Tornado (50%) - Tag Team Turmoil (35%) - Fatal Four-Way (15%)                          |
| Oponente de Jeff Hardy                                                                | - Carlito (62%) - Shelton Benjamin (25%) - Johnny Nitro (13%)                                  |
| Árbitro especial para Edge & Orton vs. D-Generation X                                 | - Eric Bischoff (60%) - Jonathan Coachman (20%) - Vince McMahon (20%)                          |
| Estipulação para Lita vs. Mickie James                                                | - Diva Lumberjill (46%) - Luta sem desqualificação (40%) - Luta de submissão (14%)             |
| Parceiro de Ric Flair vs. the Spirit Squad                                            | - Roddy Piper (46%) - Dusty Rhodes (35%) - Sgt. Slaughter (19%)                                |
| Título em jogo na luta entre King Booker vs. John Cena vs. Big Show                   | - World Heavyweight Championship (67%) - ECW World Championship (21%) - WWE Championship (12%) |